# Super Smash Bros.
Super Smash Bros. er et kampspil lavet af HAL laboratory, og udgivet af Nintendo til Nintendo 64. Det er det første i en spilserie af tre, de to andre Super Smash Bros. Melee og Super Smash Bros. Brawl. Det udkom i Japan d. 21. januar 1999. I USA d. 26. april 1999. Og i Europa d. 19. november 1999. Spillets karakterer, baner osv. Er en sammensætning fra de mest kendte spil serier fra Nintendo´s univers, Bl.a. Super Mario, Link (The Legend of Zelda) og Donkey Kong medvirker i spillet. Spillet blev en stor succes, med over 4,9 millioner solgte eksemplarer verden over.

## Spillets regler
Spillet gælder hovedsageligt om at vinde over modstandere i kampe. Dette sker ved at du bliver ved med at skade din modstander, indtil han/hende ryger ud af banen. I modsætning til andre kampspil, har man ikke en decideret livsbar, i stedet har man en procent måler, som starter på nul, og så bliver højere og højere jo mere du bliver skadet, og jo højere en karakters procent måler er oppe, desto nemmere ryger han/hende ud af banen.

## Karakterer
Spillet har i alt 12 spilbare karakterer, af dem starter du med 8 (ordinære karakterer), og 4 andre (hemmelige karakterer) skal du åbne længere henne i spillet.

### Ordinære karakterer
- Super Mario
- Link (The Legend of Zelda)
- Donkey Kong
- Kirby
- Fox McCloud
- Samus Aran
- Yoshi
- Pikachu

### Hemmelige karakterer
- Luigi – Åbnes ved at klare Target Test med alle 8 ordinære karakterer.
- Captain Falcon – Åbnes ved at klare "1P Game" på under 20 minutter.
- Jigglypuff – Åbnes ved at klare "1P Game" første gang.
- Ness – Åbnes ved at klare "1P Game" på sværhedsgraden normal med 3 liv uden at bruge continue.

## Baner
Spillet har i alt 12 baner, 9 af dem er spilbare, i mens 3 andre kun kan spilles i "1P Game" (Metal-Mario stage, Battlefield og Final Destination). Alle karaktererne har en bane tilegnet dem, undtagen Captain Falcon, Ness og Jigglypuff. Man starter med 8 baner, den 9 som er tilegnet Luigi, åbnes senere i spillet.

### Ordinære baner
- Congo Jungle, tilhørende Donkey Kong
- Planet Zebes, tilhørende Samus
- Dream Land, tilhørende Kirby
- Saffron city, tilhørende Pikachu
- Peach´s castle, tilhørende Super Mario
- Hyrule castle, tilhørende Link (The Legend of Zelda)
- Yoshi´s island, tilhørende Yoshi
- Sector Z, tilhørende Fox McCloud

### Hemmelige baner
- Mushroom Kingdom, tilhørende Luigi – Åbnes ved at klare "1P Game" med alle 8 ordinære karakterer.

## Multiplayer
I VS. Mode kan man spille op til 4 personer mod hinanden, en spiller kan enten være computerstyret, eller menneskestyret. Man kan enten spille med liv, hvor det gælder om at være den sidste der ikke har mistet alle sine liv, og så kan man vælge med tid, hvor det gælder om at have slået flest modstandere ud af banen i den valgte tid. Man kan enten spille med alle mod alle, eller med hold.

## Singleplayer
Der er fire forskellige mode´s i Singleplayer. Den ene er "1P Game", hvor man fra starten af vælger den karakter man vil spille med, så vælger man sværhedsgrad, og så vælger man hvor mange liv man vil starte med. Man skal kæmpe i/spille 10 forskellige levels, uden at miste alle sine liv. Hvis man mister dem alle, får man et valg. Enten kan man vælge continue (vælger man den, mister man halvdelen af sin optjente point, og skal starte leveled forfra), eller vælge no (så skal man starte det hele forfra). Så er der også "Break the Target", hvor man skal som navnet antyder, smadre målene (skiverne). Så er der også "Board the Platforms", hvor man skal "Slukke" alle platformene ved at hoppe op på dem. I både "Break the Target" og "Board the Platforms", er der en fast tid man skal klare dem i. Begge af disse skal man også spille i "1P Game", plus "Race To the Finish" som gælder om at komme forbi forhindringer og fjender, for til sidst at komme ned til målet. Alt inden for 1 minut, denne mode er dog kun spilbar i "1P Game". Og så til sidst er der "Training", her kan man øve sig så meget man vil.

## Styring
Til forskel fra andre Kampspil, så er de mange forskellige angreb, (for det meste) ikke baserede på knap kombinationer. I stedet kan man slå/sparke ligeud ved at trykke på A knappen, eller i forskellige retninger, ved at trykke på A knappen, samtidig med at man peger analog pinden i en retning. "Special angreb" laves ved at trykke på B knappen. For at hoppe, kan man enten trykke på Y knappen, eller ved at pege analog pinden opad, for at lave et dobbelt hop skal man gøre det samme igen, imens ens karakter stadig er i luften. Nogle karakterer kan også hoppe/flyve længere ved at trykke på B knappen, imens man peger analog pinden opad.